# Історія Намібії
Намібія — держава у Південно-Західній Африці, яка понад сто років знаходилась під владою різних колоніальних держав, і отримала незалежність лише наприкінці 1980-х років.

## Періодизація намібійської історії
Хронологічно історію Намібії можна розбити на чотири етапи:
- Територія сучасної Намібії до початку активного втручання європейців у життя місцевого населення (до кін. XVIII ст.)

- Новий час (кін. XVIII—XIX ст.), позначений активізацією колоніальної політики західних держав на території Намібії.

- Новітній час — майже усе ХХ ст. до 9 лютого 1990 року, тобто до дати проголошення Намібією державної незалежноті, період тривалої і жорсткої боротьби народів Намібії за самостійність.

- Сучасність — розвиток незалежної Намібії у 1900—2000-ні роки.

## Давні часи
Як  свідчать  археологічні   дослідження,   перші  люди  на   території  сучасної  Намібії  з'явились  в  періоди  середнього  та  пізнього  палеоліту.  На стоянках  перших  людей  в  печері   Аполло-11  та  інших  місцях  виявлені  кам'яні  знаряддя  праці,  характерні  для  цієї  доби.   Першими на територію Південно-Західної Африки   в  добу   неоліту  пришли, ймовірно, койсаномовні народи, предки сучасних сан (бушменів), що мешкають на північному сході Намібії і північному заході Ботсвани. Вони були організовані в невеликі родинні групи і займалися полюванням і збиранням, при цьому у кожної групи була своя значна територія.   Ймовірно,  близько  600 р. до н.е.  вздовж  узбережжя  Намібії   пропливли  фінікійські мореплавці,  спрямовані  єгипетським  фараоном  Нехо II.
Фрагментарні дані археології, лінгвістики й усної творчості дозволяють скласти лише приблизну картину міграцій племен до 19 ст. Ймовірно, найважливіші міграції розтягувалися у часі на декілька сторіч. Окремі племінні групи нама, що просувалися в північному напрямку до південних районів плоскогір'я, нараховували від декількох десятків до декількох тисяч чоловік. Вони поєднували полювання з примітивним скотарством, як і намамовні гірські племена дамара на півночі плоскогір'я і в межах центральної частини Великого Уступу. Гереромовні скотарі мігрували на південь в район плоскогір'я Каоко (племена хімба, тджимба) і в центральні райони плато (гереро, мбандеру). Всі вони були скотарями і не створили централізовану соціально-політичну організацію. Групи мисливців і скотарів постійно пересувалися в пошуках пасовищ і води, долаючи величезні відстані.

## Період  європейських відкриттів
У   1485 р.  першими  з  європейців   узбережжя  Намібії  відкрили   португальські  мореплавці  на  чолі  з  Діогу Каном.   У   16  ст.   на півночі Намібії осідлі овамбо, що мігрували сюди, розселилися вздовж річок Кунене і Окаванго і на розташованих між ними внутрішніх заливних рівнинах. Так виникли райони постійних поселень, що розділялися лісовими масивами. Залежно від природних умов в цих районах могли жити від декількох сотень чоловік (на посушливому заході) до декількох десятків тисяч чоловік (в більш зволожених північно-східних районах), де виникли «королівства», що склалися над матрилінійними кланами і що склали основу традиційної соціально-економічної організації населення. Далі на сході основними торговими шляхами і маршрутами міграцій служили річки Окаванго і Замбезі. Племена овамбо займалися видобутком міді на плато Отаві, залізняку в Кассингу і солі в обширній безстічній западині — солончаку Етоша.

## Новий час
Просування європейців з Капської колонії, що почалося з кінця 18 ст., змусило деякі частково європеїзовані групи місцевого населення переправитися на правобережжя р. Оранжевої. Народ орлам розселився серед нама аж до північно-західної частини плоскогір'я Каоко. Їх вторгнення порушило традиційний устрій життя місцевого населення і крихкий соціально-політичний баланс в тутешніх краях. Орлам були потрібні товари, які вони могли б обміняти на європейські промислові вироби. Вони використали свою технічну перевагу над місцевим населенням (бичачі упряжки і вогнепальна зброя) для захоплення єдиного товару, що користувався попитом у європейців -худоби гереро. У 1830-1850-х роках вождь орлам Йонкер Африканер підпорядкував багато племен нама і гереро і створив військово-територіальне утворення, влада якого розповсюджувалася на більшую частину центральних районів сучасної Намібії. Йонкер Африканер управляв ним зі своїх ставок в Віндгуці і Окахандьє. Тоді ж у внутрішні райони південної частини Намібії проникли європейські торговці і місіонери, після 1840 року найбільшу активність тут виявляло Рейнська місіонерська громада. Після смерті Йонкера Африкаанера в 1861 році його держава розпалася, однак загальна зацікавленість в нормальній торгівлі стримувала міжусобні зіткнення і крадіж худоби.
Погіршення обстановки на півночі, пов'язане з двома рейдами людей Йонкера і першою спробою португальців захопити внутрішні райони південної Анголи, стурбували вождів овамбо, які почали озброюватися. У 1860-1870-ті роки головним предметом мінової торгівлі була слоняча кістка, однак коли слони були винищені, місцеве населення стало здійснювати набіги на своїх північних сусідів і викрадати у них худобу. З'явився особливий прошарок військових керівників, ленга, що зосередили в своїх руках значну владу.
У 1878 році Велика Британія захопила район Волфіш-Бея, приєднавши його через шість років до Капської колонії. Але перший рішучий крок до колонізації внутрішніх районів Намібії зробила в 1884 Німеччина, оголосивши протекторат над територіальними придбаннями бременського купця Людеріца, який купив у вождя одного з племен нама бухту Ангра-Пекена і прилеглий до неї район. Потім німці зуміли нав'язати місцевим вождям так званий «договір про захист», тобто про протекторат, і незабаром під контролем Німеччини виявилася значна частина території. Для управління новими володіннями було створене «Німецьку колоніальну громаду Південно-Західної Африки», що проіснувала 10 років. Коли громаді стало не під силу впоратися з озброєним опором намібійців, офіційний Берлін направив туди губернатора Теодора Лейтвейна, після чого в Намібію прибули перші білі поселенці. У 1897—1898 рр. в Намібії вибухнула епідемія чуми рогатої худоби, що принесла величезні біди місцевому сільському населенню. Внаслідок грабіжницьких дій білих торговців і подальших захоплень землі, зазнала краху політика поступових вибіркових захоплень, що проводиться губернатором і витиснення африканців в економічно неперспективні райони.

## XX століття

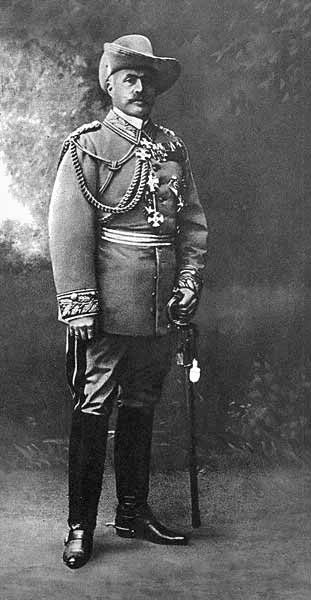
Лотар фон Трота (1905)

### Війни гереро і намаква
У січні 1904 року на боротьбу з німецькими колонізаторами піднялися гереро. Після вирішальної перемоги при Ватерберсі командуючий німецькими частинами Лотар фон Трота віддав наказ про фізичне винищення всіх гереро. У кінці того ж року під керуванням вождя Хендріка Вітбоя проти німців виступили народи південної Намібії. До моменту припинення бойових дій в 1907 втрати намібійців склали близько 100 тис. чоловік, або 60% населення, що жило в межах плоскогір'я. 
У 1914 році Південноафриканський Союз (ПАС) вступив на боці Великої Британії в Першу світову війну і в наступному році розгромив колоніальні війська Німеччини на території Намібії. 

### Під управлінням ПАР
У 1920 Намібія була передана під управління ПАС як підмандатна територія Ліги Націй, який дістав право виконувати тут законодавчі, виконавчі і судові функції. 
Перехід Намібії під контроль ПАС і напад на неї португальців з території Анголи зумовили встановлення в Овамболенді колоніального панування. Це збіглося з голодом 1915-1916 рр., який, разом з епідемією грипу, що вибухнула двома роками пізніше, забрав біля чверті населення Овамболенду. 
Ще двічі ПАС використав військову силу (тепер вже включаючи повітряне бомбардування) для утихомирення місцевого населення — в 1922 р. для придушення повстання бондельсвартів (однієї з етнічних груп нама) на півдні і в 1932 р. проти одного з вождів овамбо Іпумбу. 
У 1946 році створена замість Ліги націй ООН відкинула прохання ПАС про включення до його складу території Південно-Західної Африки. У відповідь ПАС відмовився передати цю територію під опіку ООН, почавши тим самим затяжний судовий розгляд в Міжнародному суді ООН. 

### Боротьба за незалежність (1966-1990)
У 1966 Генеральна асамблея ООН анулювала мандат ПАР і передала Намібію під егіду ООН. У 1971 Міжнародний суд підтвердив законність цього кроку. 

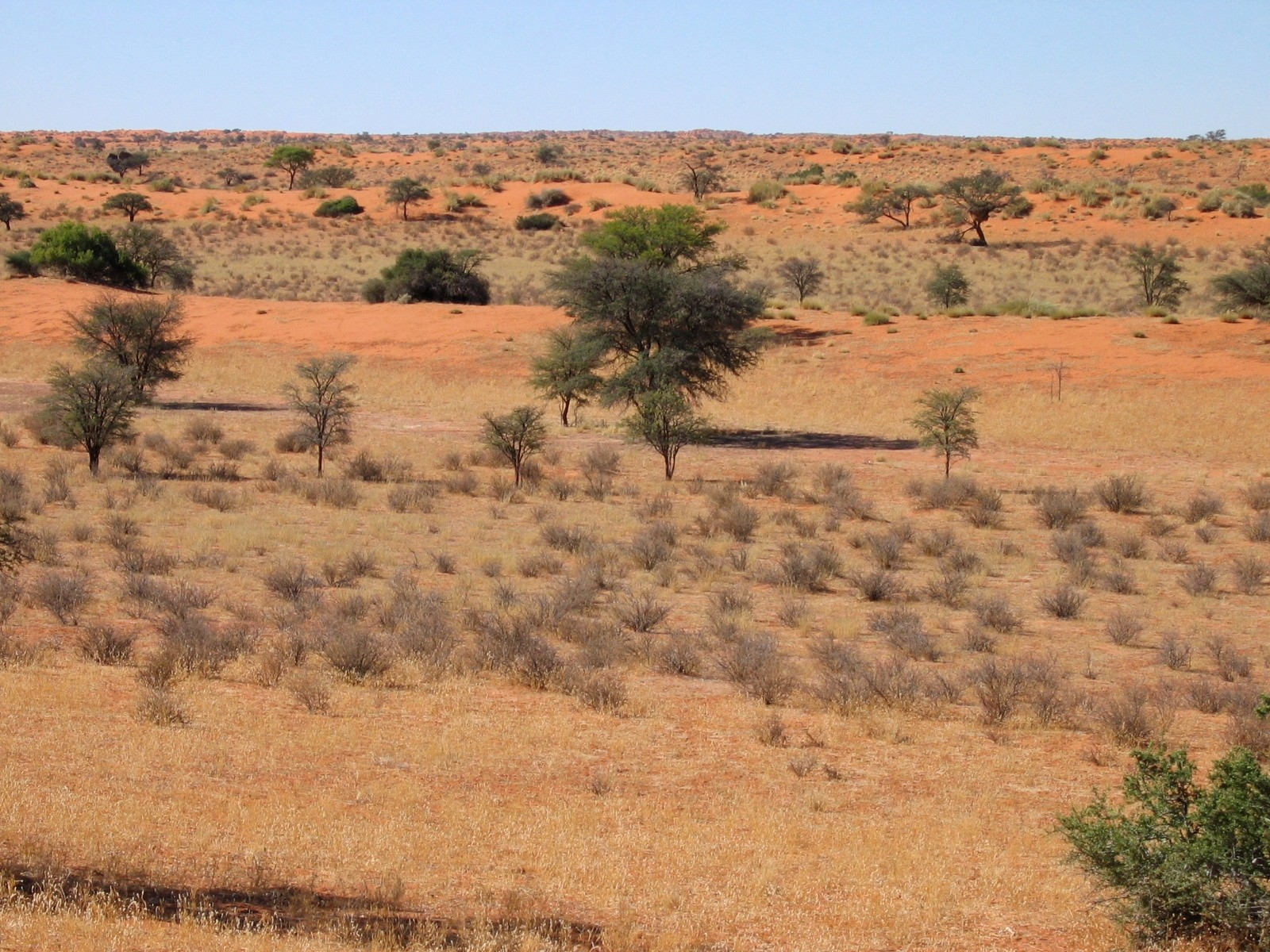
Пустеля Калахарі

Рішення Міжнародного суду, страйк робочих-контрактників і активніша участь церкви в політичному житті ознаменували початок періоду масового опору колоніальному правлінню. До середини 1970-х років Південно-Африканська Республіка була вимушена визнати право Намібії на незалежність. У 1975-1977 рр. з ініціативи ПАР в Віндгуку проходила т.з. «конституційна конференція» за участю слухняних південноафриканській владі політичних угрупувань. Була вироблена конституція, заснована на адміністративному розподілі країни за етнічною ознакою. 
В квітні 1978 р. ПАР погодилася на припинення вогню і проведення в Намібії виборів під спостереженням ООН. Однак дещо пізніше вона відкинула план ООН, заснований на пропозиціях країн Заходу. Позиція ПАР ще більш посилилася після того, як в 1980-ті роки адміністрація США висунула вимогу про ув'язку виведення південноафриканських військ з Намібії з виведенням кубинських військ з Анголи, що ще на 10 років відстрочило розв'язання намібійської проблеми. 
ПАР, потерпівши військову поразку в південній Анголі, в 1988 р. за посередництва США і СРСР пішла на переговори з Анголою і Кубою з питання про урегулювання ситуації на півдні Африки. З 1 квітня 1989 відповідно до резолюції №435 Ради Безпеки почався розрахований на рік перехід Намібії до незалежності, здійснюваний під контролем ООН. 
У перехідний період лідери СВАПО і більше як 40 тис. їх прихильників повернулися з вигнання на батьківщину, пройшла реєстрація політичних партій і 95% потенційних виборців. 97% виборців взяли участь у виборах в Засновницьку асамблею, проведених під спостереженням ООН, на яких за СВАПО проголосувало 57% виборців. Засновницька асамблея розробила і прийняла конституцію Намібії. 21 березня 1990 Намібія була проголошена незалежною республікою, а її першим президентом став лідер СВАПО Сем Нуйома, який у 1970-1980-ті роки знаходився у вигнанні.

## Розвиток Намібії після проголошення незалежності
Після проголошення незалежності ситуація в Намібії загалом була мирною і спокійною. Головними напрямами державної політики були досягнення національного примирення, соціальної рівності і економічний розвиток. На виборах 1994 СВАПО ще більше укріпила свої політичні позиції. Намітилося помірне економічне зростання в сфері іноземного туризму, рибальстві і обробляючій промисловості, досягнуте передусім за рахунок державних інвестицій. До кінця першого десятиріччя незалежності найскладнішими проблемами Намібії залишаються страйковий рух, невдоволення селян ходом земельної реформи, безробіття.